# Галлер, Альбрехт фон
Альбрехт фон Га́ллер (нем. Albrecht von Haller; 1708—1777) — швейцарский анатом, физиолог, естествоиспытатель (анатом, ботаник) и поэт. Отец Альбрехта фон Галлера-младшего (1758—1823).
Член Лондонского королевского общества (1739), иностранный член Парижской академии наук (1754), иностранный почётный член Петербургской академии наук (1776).

## Биография
Альбрехт фон Галлер родился в 1708 году в Берне, в патрицианской семье. Уже на 15-м году писал трагедии и комедии и сочинил эпическую поэму в 4000 стихов о начале Швейцарского союза.
В 1723 году он поступил в Тюбингенский университет, откуда перешёл в Лейден, чтобы слушать знаменитого Бургаве. В 19 лет от роду он получил степень доктора медицины, после чего объехал Англию и Францию и в Базеле слушал у Иоганна Бернулли высшую математику. В 1728 году он вместе с Геснером совершил экскурсию в горы, во время которой собрал материал для большой работы по ботанике и обдумал свою знаменитую описательную поэму «Альпы». После вторичного пребывания в Базеле, где он, между прочим, читал лекции по анатомии, Галлер в 1729 году вернулся в Берн и вскоре сделался известным врачом.
Вышедшая в 1732 году, без подписи Галлера, книжка его стихотворений («Versuch schweiz. Gedichte») обратила на него внимание немногочисленных в то время любителей немецкой поэзии. Его дидактическая поэма «О происхождении зла» была переведена на многие языки и, между прочим, на русский, два раза (Карамзиным в прозе в 1786 году и в стихах Петром Богдановым в 1798 году). В 1736 году он принял профессуру по кафедрам медицины и ботаники в новооткрытом Гёттингенском университете и основал там анатомический театр и ботанический сад. В 1742 году вышел его многолетний труд «Enumeratio methodica stirpium Helvetiae indigenarum», a через 9 лет он открыл королевское общество наук (Socieät der Wissenschaftea), которое избрало его своим бессменным президентом.
В Гёттингене Галлер пользовался уважением и любовью своих слушателей, а повсеместно — славой одного из первых ученых мира; император Франц I дал ему дворянство; английский король сделал его государственным советником и своим лейб-медиком; его звали в Утрехт, Оксфорд, Берлин, Галле и Санкт-Петербург; но когда Берн избрал его в члены большого совета, любовь к родине заставила его отказаться от всех почестей и от кафедры и вернуться в отечество. В Берне он основал соляные промыслы, организовал медицинскую полицию, способствовал развитию земледелия и пр. Из его научных трудов за это время выдаются наблюдения над развитием зародыша в яйце, над ростом костей, и особенно его 8-томные «Elementa physiologiae corporis humani» (Лозанна, 1755—66). Кроме того, он издал ряд компендиумов («Bibliotheca botanica», Цюрих, 1771—2; «Bibliotheca anatomica», там же, 1774—77; «Bibl. chirurgica», Базель, 1774—75, и неоконченная «Bibl. medicinae practicae», там же, 1776—87), очень полезных в его время; важное значение имеет в истории науки его обширная физиологическая монография «De functionibus corporis humani praecipuarum partium». В основанных им же гёттингенских «Gelehrten Anzeigen» он поместил до 2000 рецензий. Галлер написал три морально-полит-исторических романа («Usong», 1771; «Alfred», 1773, и «Fabius und Cato», 1774; «Альфред» переведен на русский язык Е. Руничем в 1788 году; «Фабий и Катон» — П. Полонским в 1793 году), в которых высказывает свои взгляды на разные формы правления. Под старость Галлер сделался очень мрачен и враждебно относился к французской «просветительной» литературе.
Умер в 1777 году.
- Ex libris from Albrecht von Haller. Da Fondazione BEIC
- Ex libris from Albrecht von Haller. Da Fondazione BEIC
- Manuscript notes from Albrecht von Haller. Da Fondazione BEIC
- Copper engraving ex libris from Albrecht von Haller. Fondazione BEIC

## Заслуги в литературе
Галлер не обладал выдающимся поэтическим талантом, но историко-литературное значение его творчества, тем не менее, чрезвычайно велико. В его стихах много искренности и нет ни одного лишнего слова; в «Альпах» он описывает виденное им с такой точностью, какой не достигала даже тогдашняя немецкая проза. Правда, эти описания иногда чересчур обстоятельны и научны, да и в его чисто лирических произведениях, хотя бы истекающих из искреннего чувства, холодный рассудок зачастую слишком ярко проявляет себя; но зато в них слышится мужественная энергия, особенно отрадная после расплывчатости и слащавости немецких поэтов предыдущего поколения. Заслуга Галлера в том, что он указал для поэзии более высокую задачу, чем услаждение уха громозвучными рифмами. Критическое издание его стихотворений, с обширной биографией, сделано L. Hirzel (Frauenfeld, 1882). Монография о нём: «Haller und seine Bedeutung für die deutsche Kultur», Lissauer (Берлин, 1873).

## Заслуги в науке
Весьма важны заслуги Галлера в анатомии и физиологии. Многочисленные исправления и дополнения по вопросам анатомии он сначала обнародовал в виде мелких статей, а затем собрал их в двух главных сочинениях своих по анатомии: «Opuscula anatomica minora» (Лозанна, 1765) и упомянутых выше «Icones anatomicae». Патологической анатомией он занимался в своих «Opuscula pathological» (там же, 1755); зоотомии он проложил дорогу своими анатомическими работами над животными; эмбриологии — наблюдениями над развитием зародыша в яйце. В физиологии он пополнил пробелы в учении Гарвея о кровообращении и по отношению к течению крови в тончайших сосудах установил взгляды, сохранившие в сущности цену и теперь. О механической и химической стороне дыхания он также установил более правильные воззрения в работе «De respiratione experimenta anatomica» (Гёттинген, 1746 и 1749), в «Mémoires sur la respiration» и втором томе «Opera minora». Особенно важную заслугу Галлера составляют его опытные исследования относительно деятельности нервов и мышц. Он первый правильно различал три свойства мускульных волокон: упругость, способность реагировать на раздражения нерва и способность самостоятельно реагировать на механические и химические раздражения. Последнее свойство он назвал раздражительностью; на этом понятии, после того как оно было обобщено и перенесено на нервы, слизистые оболочки, железы и т. д., были построены позднее целые патологические системы.
Галлер довольно резко (и не слишком аргументированно) критиковал половую систему классификации растений Карла Линнея, опубликованную в 1735 году. В ботаническом сочинении De metodico studio botanices absque praeceptore (Гёттинген, 1736) Галлер дал основы естественной системы, построенной как на внешнем виде растений и их естественном родстве, так и на отношениях органов оплодотворения, но встретил при этом мало одобрения, эта система никем не была признана. Позже Галлер издал резкую критику трудов Карла Линнея от имени своего 15-летнего сына Готлиба Эмануэля: Dubia ex Linnei fundamentis hausta (Гёттинген, 1751).
Австрийский историк науки Йозеф Шультес в 1817 году писал про Галлера, что он «величайший человек своего времени и до сих пор не презвойдённый никем, кто жил после него». Шультес в связи с критикой Галлером Линнея писал, что «Галлер был в каждой области человеческого знания тем, кем Линней был только в области естественной истории». Особо высоко Шультес ценил работу Галлера «Флора Швейцарии», называя её бессмертным трудом.
В честь Галлера назван астероид (1308) Халлерия, открытый 12 марта 1931 года немецким астрономом Карлом Райнмутом в Гейдельбергской обсерватории.